# Zamčanje
Zamčanje (cyr. Замчање) – wieś w Serbii, w okręgu raskim, w mieście Kraljevo. W 2011 roku liczyła 20 mieszkańców.